# Voorheen Molen Schokker
Voorheen Molen Schokker is een poldermolen bij het Fries-Stellingwerfse dorp Nijetrijne, dat in de Nederlandse gemeente Weststellingwerf ligt.

## Beschrijving
Voorheen Molen Schokker is een Amerikaanse windmotor van het type Record met een windrad van 21 bladen en een diameter van 6 meter. De molen stond oorspronkelijk in een natuurgebied aan de Tjonger. In 1998 werd hij afgebroken. Drie jaar later werd hij in opdracht van Staatsbosbeheer gerestaureerd door een viertal leerlingen van het ROC Friese Poort uit Drachten. Daarna werd de molen herplaatst op zijn huidige locatie nabij Nijetrijne ten zuiden van de N351 in het natuurgebied de Rottige Meente. De windmotor is maalvaardig en kan tot op enkele meters worden benaderd.
De molen heeft de status gemeentelijk monument.